# Roland von Känel
Roland von Känel (* 23. August 1965 in Bern) ist ein Schweizer Ordinarius und Klinikdirektor für Konsiliarpsychiatrie und Psychosomatik des Universitätsspitals Zürich (USZ).

## Leben
Nach seinem Staatsexamen begann Roland von Känel seine Assistenzarztzeit am Inselspital Bern. 1993 wurde er zum Dr. med. promoviert. 2004 wurde er Chefarzt am Inselspital Bern und ausserordentlicher Professor (Extraordinarius) für Somato-Psychosoziale Medizin an der Universität Bern.
Seit 2018 ist er Klinikdirektor am Unispital Zürich und ordentlicher Professor für Konsiliar-/Liaisonpsychiatrie und Psychosomatik. Seine wissenschaftlichen Arbeiten wurden über 10'000 Mal zitiert.